# Rắn khuyết Ê Đê
Rắn khuyết Ê Đê (danh pháp: Lycodon anakradaya), là một loài rắn khuyết thuộc chi Lycodon trong họ Rắn nước. Loài này được mô tả khoa học lần đầu tiên vào năm 2022.

## Từ nguyên
Từ định danh anakradaya có nghĩa là "người Êđê" trong tiếng Ê Đê, một nhóm người dân tộc sống ở vùng rừng núi cao của miền Trung Việt Nam, gồm cả khu vực bao quanh thung lũng sông Giang, nơi mà loài rắn này được tìm thấy.

## Phân bố
Rắn khuyết Ê Đê mới chỉ được biết đến ở khu vực thung lũng sông Giang, tỉnh Khánh Hòa, Việt Nam.

## Mô tả
Rắn khuyết Ê Đê còn non có các khoanh đen và trắng xen kẽ, khi lớn lên, những khoanh trắng chuyển sang màu nâu cam. Các khoanh nâu cam hẹp dần về phía lưng và mở rộng ở bụng (có dạng hình thang).